# Parlamentarismo no Brasil

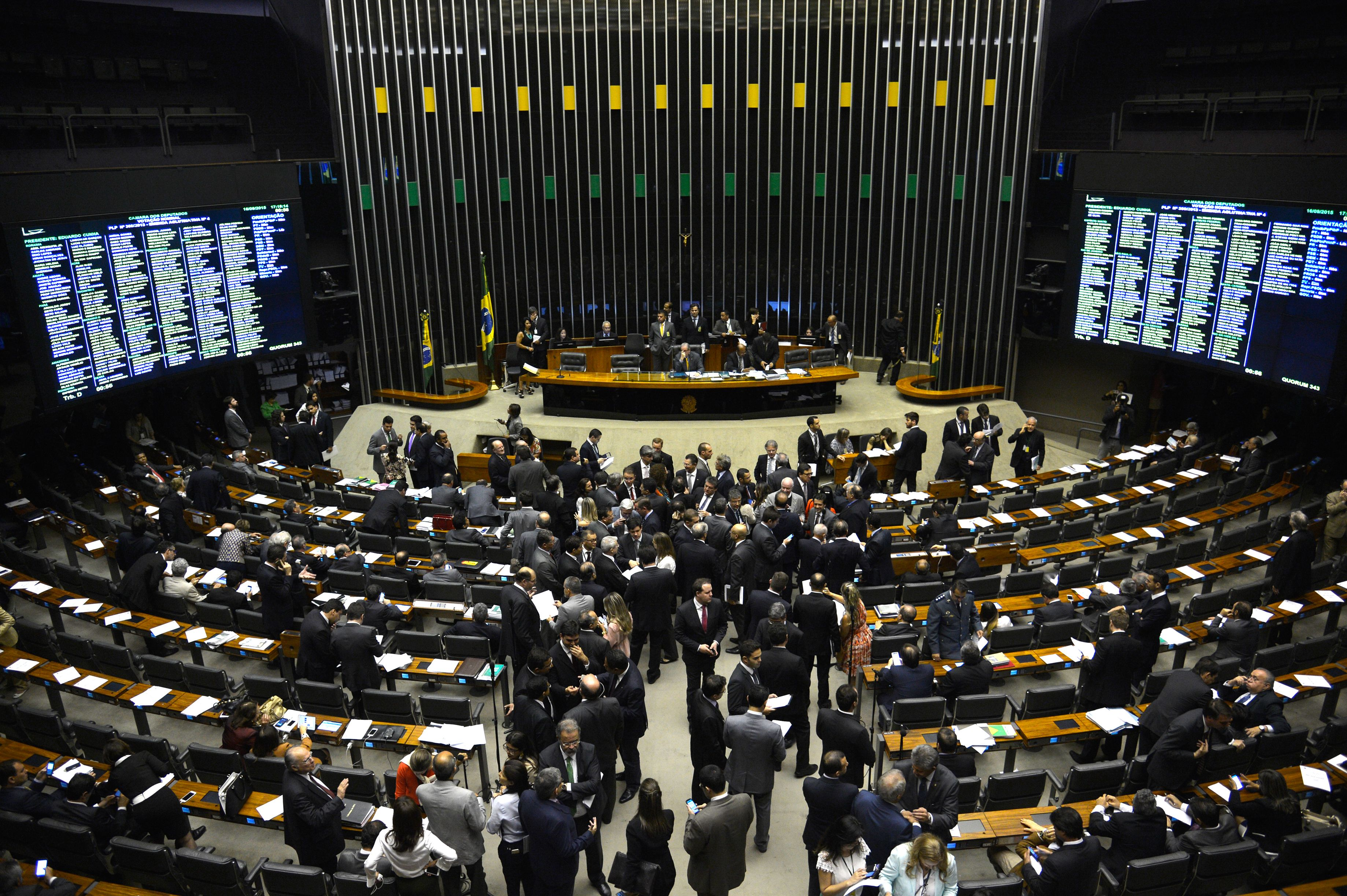
Câmara dos Deputados do Brasil (2015), centro das experiências parlamentaristas brasileiras.

O parlamentarismo no Brasil foi implementado em diferentes ocasiões e constitui um conjunto de ideias, correntes e movimentos que visam o sistema parlamentarista, seja sua adoção, manutenção ou volta, como o sistema político do país.
O Brasil passou por duas experiências de sistemas parlamentaristas. A primeira ocorreu sob o regime monárquico do Império do Brasil, precisamente durante o Segundo Reinado, com características distintas das versões francesa e inglesa, o que levou à designação de "parlamentarismo às avessas" (ou ainda, parlamentarismo à brasileira). Entre as diferenças estão a manutenção dos poderes do Imperador através do Poder Moderador e a ausência de previsão ou regulação constitucional desse sistema político, sendo que o próprio monarca e seus ministros, por meio do Decreto n.º 523 de 1847, criaram o cargo de Presidente do Conselho de Ministros e institucionalizaram o parlamentarismo monárquico no Brasil.
A segunda experiência foi mais curta, após o Brasil se tornar uma República, e se deu a partir da Emenda Constitucional n.º 4 de 1961, a qual alterou a Constituição de 1946 e inaugurou o período histórico da chamada "República Parlamentarista", este período durou de 8 de setembro de 1961 até 24 de janeiro de 1963, tendo sido finalizado com o Referendo de 6 de janeiro de 1963.
Também houve campanha pelo parlamentarismo no Plebiscito de 1993 para a escolha da forma (república ou monarquia) e do sistema (presidencialista ou parlamentarista) de governo do Brasil.

## Império

### Primeiro Reinado e Regência

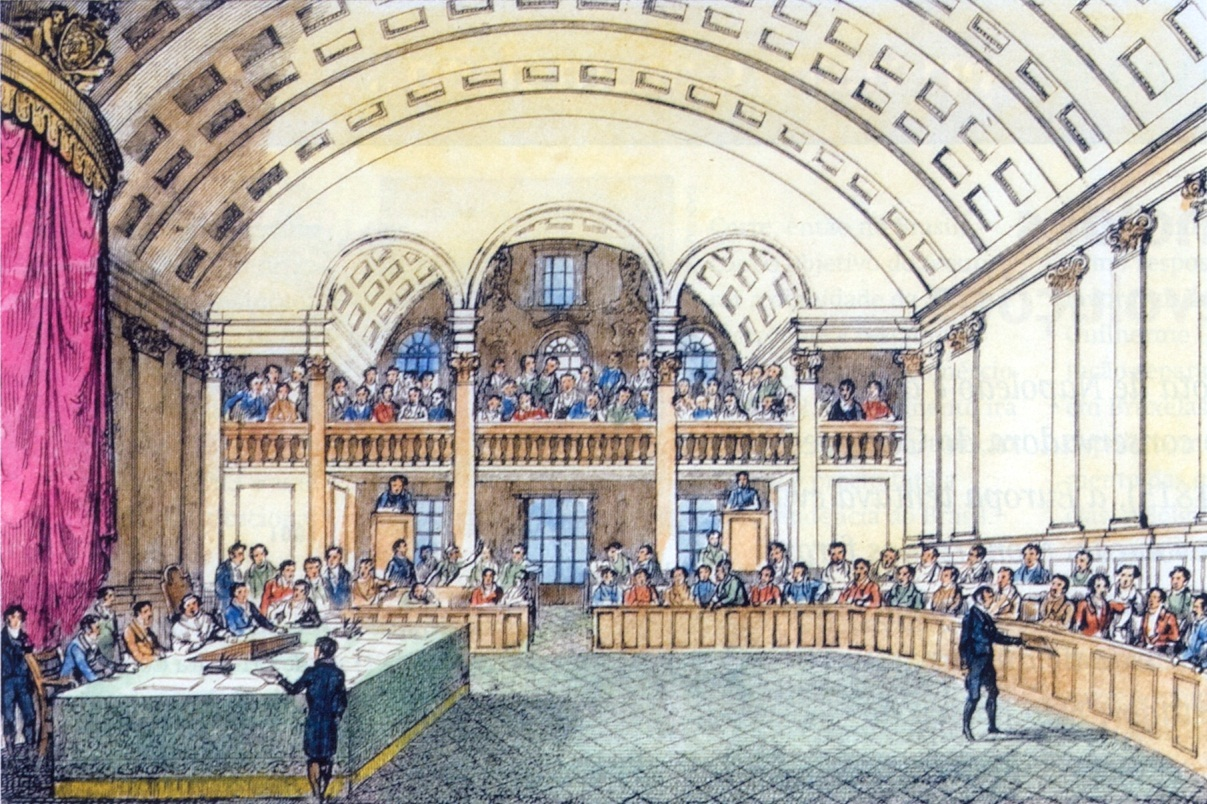
Câmara dos Deputados do Brasil em 1830.

Durante o Império do Brasil, notadamente entre o Primeiro Reinado (1822-1831) e a Regência (1831-1840), o sistema de governo estabelecido pela Constituição de 1824 foi chamado de "Monarquia Presidencial" por alguns autores, visto que o Poder Executivo estava diretamente nas mãos do Imperador ou dos regentes, sem vinculação ou necessidade de aprovação do Legislativo. A Constituinte de 1823 buscava reduzir os poderes do Imperador, criando um sistema mais próximo do parlamentarismo clássico, o que foi interrompido pelo fechamento da Assembleia.
Ainda assim, criou-se nesse período, em particular sob a Regência, uma "cultura peticionária", na qual grande parte do eleitorado urbano ou mesmo cidadãos excluídos do sufrágio, como as mulheres, encaminhavam petições diretamente ao parlamento brasileiro, visando a resolução de questões particulares ou relativas às coletividades locais. Nesse sentido, ainda que não houvesse no Brasil uma monarquia parlamentarista, os arroubos autoritários do Executivo sob D. Pedro I e a inaptidão do mesmo Poder sob a Regência criaram naquele período uma cultura política que via no Poder Legislativo uma salvaguarda das liberdades públicas e uma esfera mais acessível do poder por parte dos cidadãos brasileiros.

### Segundo Reinado

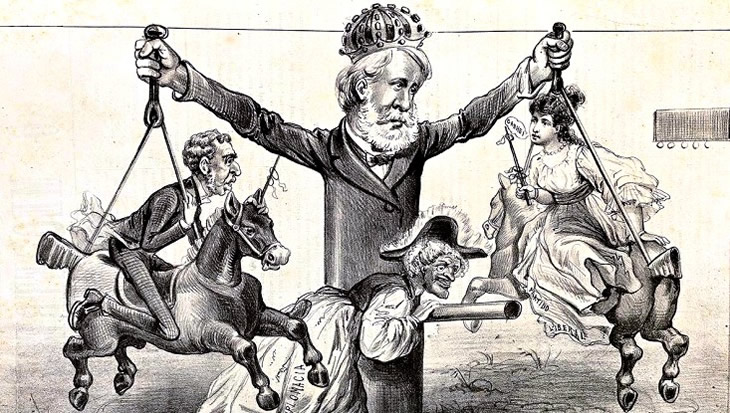
O "parlamentarismo às avessas" em charge da década de 1870.

Foi durante o Segundo Reinado (1840-1889), contudo, que um verdadeiro sistema parlamentar foi estabelecido no Brasil. Sob a administração do Gabinete Alves Branco e com o apoio do Imperador D. Pedro II foi criado o cargo de Presidente do Conselho de Ministros, através do Decreto n.º 523 de 1847, medida defendida, principalmente, pelo Partido Liberal. Nesse novo sistema, a figura do Presidente do Conselho, equivalente à figura de Primeiro-Ministro em regimes semelhantes, era indicada pelo Imperador, cabendo ao escolhido a chefia de facto do Poder Executivo e a composição do gabinete ministerial de governo.
Porém, ao contrário de sua inspiração britânica, o parlamentarismo do Império invertia a ordem do sistema tradicional: em um momento de crise governamental, cabia ao Imperador indicar um membro da oposição para o cargo executivo, cabendo ao indicado a convocação de novas eleições, que, baseadas em fraudes e no mandonismo da época, lhe dariam maioria parlamentar para governar. Devido a essas características, o parlamentarismo imperial ficou conhecido como "parlamentarismo às avessas" ou "parlamentarismo à brasileira", visto que, como se dizia na época, não eram as eleições que faziam os governos, mas sim o contrário. Nessa primeira experiência parlamentarista brasileira, 32 gabinetes se alternaram no poder ao longo dos 42 anos de vigência do sistema.

#### Gabinetes do Império (linha do tempo)
Inúmeras tentativas ocorreram no sentido de aperfeiçoar o sistema parlamentar do Império, buscando retirar do Poder Executivo a influência direta sobre as eleições e consequentemente sua influência sobre o Poder Legislativo, como no Decreto de 1842, na Lei de 1846, na Lei dos Círculos, na Lei do Terço e na Lei Saraiva. Esta última, de 1881, buscou fortalecer os partidos através do voto distrital e isentar de comprovação de renda o eleitorado urbano, considerado mais independente, além de fazer tentativas em direção ao voto secreto.

Contudo, apesar dessas tentativas de reforma, a existência do Poder Moderador e a instabilidade da Câmara dos Deputados na época impedia o funcionamento pleno do sistema. O maior exemplo disso foi a chamada "inversão partidária", crise política que levou o Imperador a substituir um gabinete com maioria parlamentar por um gabinete da oposição, sem apoio do Legislativo. O episódio é considerado o início da crise que levou ao fim da monarquia brasileira e, consequentemente, da primeira experiência parlamentarista do Brasil. Segundo o liberal José Bonifácio, o Moço, deputado contemporâneo aos fatos:
Não é isto uma farsa? Não é isto um verdadeiro absolutismo? Vede este sorites fatal, este sorites que acaba com a existência do sistema representativo: o Poder Moderador pode chamar a quem quiser para organizar ministérios. Eis aí o sistema representativo do nosso país!”
Embora imperfeito e alvo de muitas críticas, o parlamentarismo sobreviveu durante todo o período imperial brasileiro, desde seu estabelecimento em 1847, passando por seu auge durante o Gabinete Rio Branco (1871-1875), até sua abolição em 1889, quando da derrubada do Gabinete Ouro Preto e da formação do Governo Provisório Republicano.

## República

### Primeira República

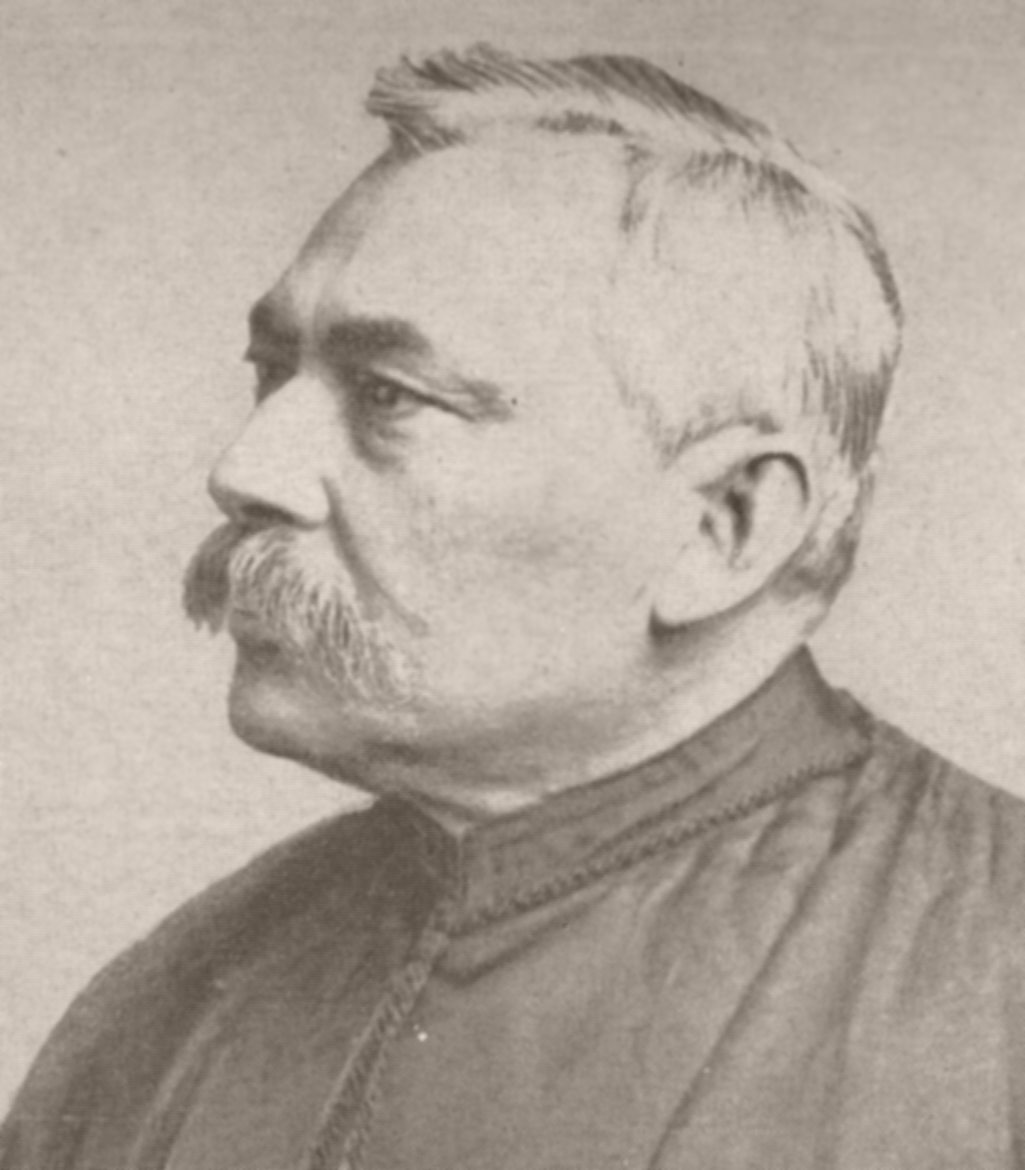
Sílvio Romero (1890), principal defensor do parlamentarismo na Assembleia Constituinte de 1889.

Após a Proclamação da República, em 15 de novembro de 1889, a defesa do presidencialismo ganhou força na primeira Assembleia Constituinte da República, em particular devido ao positivismo dos militares e à influência que a Constituição dos Estados Unidos exercia sobre os políticos que lideraram o movimento. Contudo, a defesa do parlamentarismo surgiu na voz e no trabalho de inúmeros políticos e intelectuais da época, que apelavam à tradição parlamentarista brasileira vivida durante o Império. Em 1893, o polímata Sílvio Romero publicou Cartas ao Conselheiro Ruy Barbosa, em que defendia a adoção do parlamentarismo no Brasil através de uma emenda à Constituição de 1891. Segundo Romero:
[...] ao passo que os americanos transportavam para a União uma anomalia própria dos governos locais das colônias, o parlamentarismo seguia a sua evolução para adiante; dotava a Grã-Bretanha do governo mais livre que existe sobre a terra, ia ter repercussão entre os povos progressivos e liberais. A Holanda, a Bélgica, a Suécia, a Itália, a França, a Espanha, entraram no grande ciclo dos governos de discussão, de responsabilidade, de vida ás claras, governos da opinião.

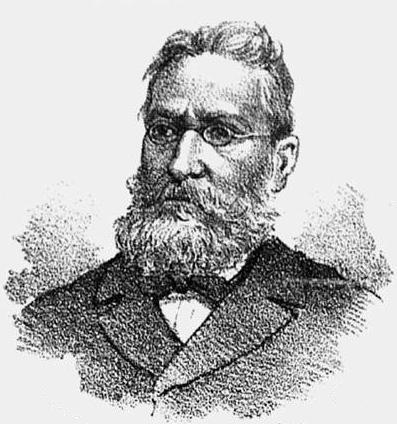
Silveira Martins (1893), principal defensor do parlamentarismo na primeira década republicana brasileira.

Na mesma época, ocorria no Rio Grande do Sul a chamada Revolução Federalista, opondo Júlio de Castilhos, conservador, a Gaspar da Silveira Martins, liberal. Silveira Martins era o maior nome na defesa do parlamentarismo na época, sendo um dos políticos mais ilustres do Império, fato que o levou a ser exilado juntamente com a Família Imperial e outros monarquistas em 1889. Ciente da consolidação da República e da instabilidade do governo estadual de sua região, Silveira Martins retornou ao Brasil em 1892, organizando o Congresso Federalista de Bagé e a fundação do Partido Federalista do Rio Grande do Sul, cuja principal bandeira, além do federalismo, era a adoção do parlamentarismo como sistema de governo do Brasil. De acordo com o programa federalista, o partido "objetiva a propaganda das doutrinas parlamentaristas e propugna a revisão da Constituição Federal, para modelar a Republica Federativa, de accordo com os principios do governo parlamentar, praticados na generalidade dos paizes de regimen representativo". Porém, com a derrota dos federalistas (ou maragatos) e a posterior morte de Silveira Martins, o Partido Federalista se enfraqueceu, mas manteve sua defesa ao parlamentarismo.
No decorrer desse período republicano, o parlamentarismo manteve uma tímida, porém militante, base de apoio no Brasil, principalmente no sul do país. Em 1908, o federalista Joaquim Francisco de Assis Brasil escreveu Ditadura, Parlamentarismo, Democracia, defendendo o parlamentarismo, embora, no passado, tenha sido adversário de Silveira Martins e defensor do presidencialismo. Em 1910, Ruy Barbosa, principal autor da Constituição de 1891, também defendeu o sistema em uma conferência na Bahia, embora guardasse reservas sobre a possibilidade de sua harmonia com o federalismo vigente. Entre 1915 e 1924, o parlamentarismo voltou ao centro dos debates no Rio Grande do Sul, primeiramente na defesa da memória de Silveira Martins por parte dos deputados estaduais Jorge Pinto e Gaspar Santana Saldanha, depois durante a Revolução Gaúcha de 1923, mais uma vez por parte do Partido Federalista, que, em 1928, tornaria-se o Partido Libertador (PL), tímido nacionalmente, porém forte no Rio Grande do Sul, em particular nas regiões de fronteira.

### Era Vargas

Raul Pilla (1961), o "Papa do parlamentarismo no Brasil".

Em 1933, na segunda Assembleia Constituinte da República, foi eleito deputado Assis Brasil, antigo federalista e então membro do Partido Libertador (PL), defendendo o parlamentarismo como o sistema de governo para a Segunda República Brasileira (1930-1937). Com o estabelecimento do Estado Novo por Getúlio Vargas, em 1937, Assis Brasil teve seu mandato cassado e seu partido foi extinto. Ainda em 1936, semelhante defesa foi feita por Raul Pilla, também um antigo federalista e posteriormente conhecido como "o Papa do parlamentarismo no Brasil", porém, naquele contexto, limitando-se ao governo do estado do Rio Grande do Sul.

### Quarta República
Com a queda de Getúlio Vargas em 1945, os antigos partidos políticos puderam se reorganizar. A defesa do parlamentarismo continuou através da militância do Partido Libertador (PL), então sob a liderança de Raul Pilla, principal defensor do sistema na Assembleia Constituinte de 1946. No mesmo período, o parlamentarismo foi incluído no programa do recém-fundado Partido Social Progressista (PSP), por iniciativa do filósofo Miguel Reale. No ano seguinte, o sistema parlamentarista foi estabelecido nas constituições estaduais do Ceará e do Rio Grande do Sul, porém, tal medida acabou por ser derrubada devido a inconstitucionalidade do sistema a nível estadual, de acordo com o Supremo Tribunal Federal (STF).

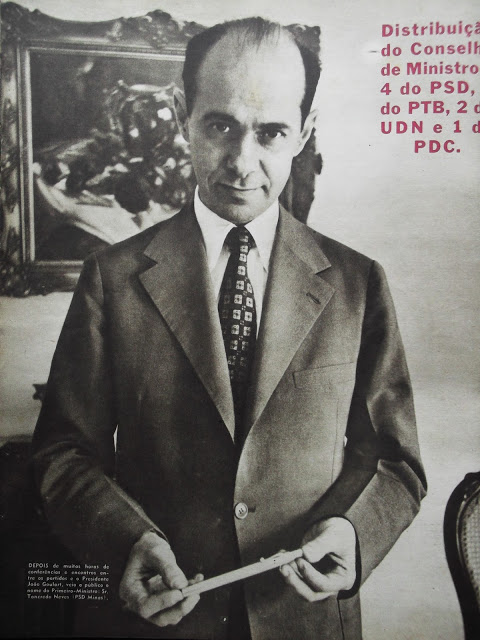
Tancredo Neves como Presidente do Conselho de Ministros em 1961.

Com a renúncia do Presidente Jânio Quadros e a oposição militar à posse de João Goulart, o parlamentarismo foi visto como uma alternativa e uma solução à crise política que se instaurara. Através da Emenda Constitucional nº 4, de 1961, proposta por Raul Pilla, a Constituição de 1946 foi alterada, estabelecendo o sistema parlamentarista de governo pela segunda vez no Brasil. A medida contou com o apoio de algumas personalidades ilustres, como o intelectual Milton Campos e o jurista Paulo Bonavides, responsável pela "Semana Parlamentarista" da Faculdade de Direito da Universidade Federal do Ceará (UFC). A chamada "República Parlamentarista" foi então inaugurada pelo Gabinete Tancredo Neves, responsável por importantes medidas e reformas, como a primeira Lei de Diretrizes e Bases da Educação Nacional (LDB), o Estatuto do Trabalhador Rural, o Décimo Terceiro Salário e a criação do estado do Acre.

#### Gabinetes da República (linha do tempo)
Apesar dos avanços, a segunda experiência parlamentarista brasileira foi curta e conturbada. Seguiram-se dois gabinetes de curta duração após a queda de Tancredo Neves, chefiados respectivamente por Francisco de Paula Brochado da Rocha e Hermes Lima, e a campanha pela restauração do presidencialismo ganhou força. A maior parte da classe política da época não apoiava o parlamentarismo, estabelecido de forma defeituosa e autoritária. Ainda assim, foi defendido (ou não sofreu oposição) por partes do Partido Social Democrático (PSD), por tímida maioria da União Democrática Nacional (UDN) e pela quase totalidade do Partido Democrata Cristão (PDC) e do PL, além de uma pequena parcela da Igreja Católica brasileira e de figuras como o jurista e escritor Afonso Arinos de Melo Franco e Juarez Távora, militar e antigo ministro de Vargas. Na esquerda, o sistema foi apoiado por Francisco Julião, sindicalista e líder das ligas camponesas, que, no entanto, se absteve de campanha, juntamente com parcelas do Partido Comunista Brasileiro (PCB). 

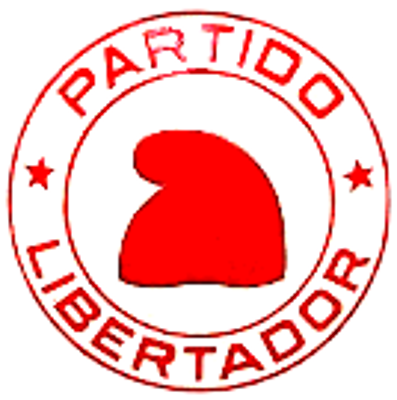
Logomarca do Partido Libertador (PL), principal defensor do parlamentarismo no Brasil entre 1928 e 1965.

O Referendo de 1963, por fim, deu ampla vitória ao presidencialismo, ficando o parlamentarismo iniciado em 1961 com quase 17% dos votos, apesar de toda a oposição e praticamente sem uma campanha a seu favor.
| Aprova o Ato Adicional que instituiu o parlamentarismo? | Votos      | Porcentagem |
| ------------------------------------------------------- | ---------- | ----------- |
| Sim                                                     | 2 073 582  | 16,88%      |
| Não                                                     | 9 457 448  | 76,98%      |
| Brancos                                                 | 284 444    | 2,32%       |
| Nulos                                                   | 470 701    | 3,83%       |
| Total                                                   | 12 286 355 | 100%        |
| Eleitorado e comparecimento                             | 18 565 277 | 66,18%      |

### Ditadura Militar
Durante a Ditadura Militar (1964-1985), com a instituição do bipartidarismo, a maior parte dos defensores do parlamentarismo no Brasil foi para a Aliança Renovadora Nacional (ARENA), partido governista, embora alguns tenham migrado para o Movimento Democrático Brasileiro (MDB), então oposição, como o jurista Paulo Brossard. Ainda em 1964, o historiador João Camilo de Oliveira Torres escreveu A Democracia Coroada, em que fazia uma releitura do período imperial e defendia o parlamentarismo no país. Em 1983, já nos anos finais do regime, o jurista Paulo Bonavides voltou a defender publicamente a experiência parlamentarista de 1961 e a restauração do sistema como forma de superar e evitar o autoritarismo no Brasil.

### Nova República

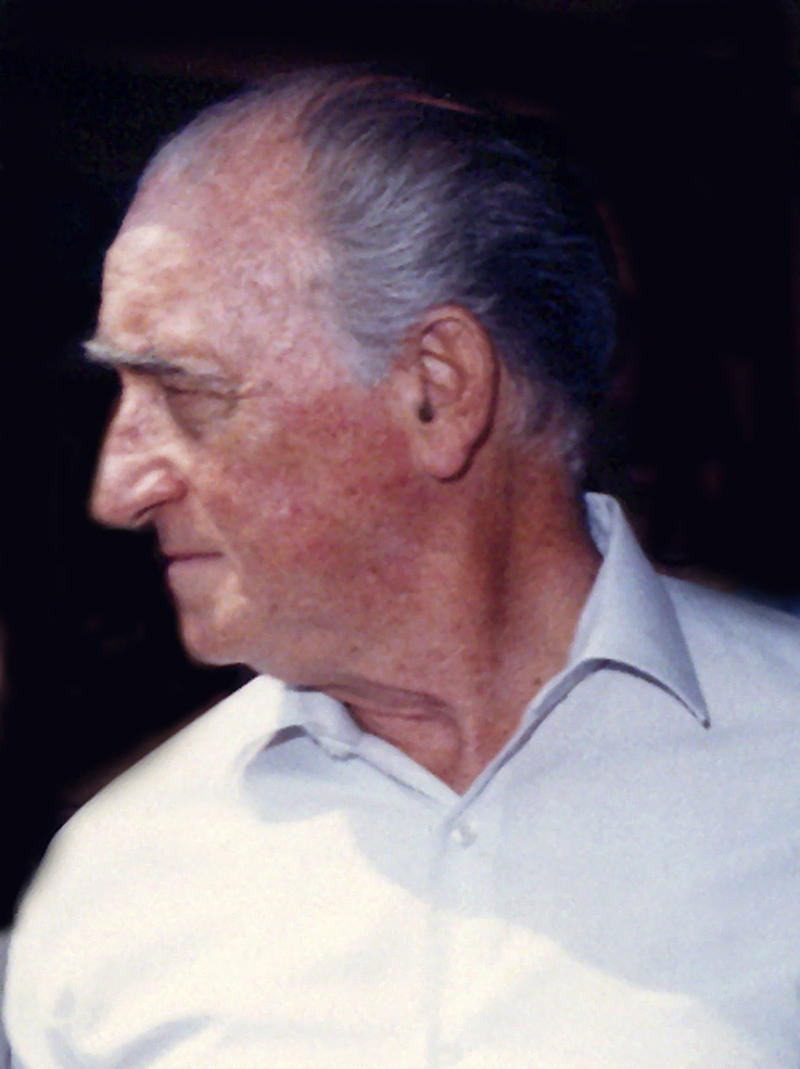
Franco Montoro (1980), principal defensor do parlamentarismo na Nova República.

Durante a Constituinte de 1987, parte do Partido do Movimento Democrático Brasileiro (PMDB) passou a apoiar o parlamentarismo na nova constituição, liderados, principalmente, por Ulysses Guimarães e Franco Montoro. Naquele ano, João Camilo de Oliveira Torres defendeu novamente o sistema parlamentar, dessa vez através da obra Cartilha do Parlamentarismo. No mesmo período, foi realizado em Brasília o "Seminário Internacional sobre Presidencialismo e Parlamentarismo" pela Fundação Centro de Formação do Servidor Público (FUNCEP). O sistema chegou a ser aprovado pela maioria dos constituintes na Comissão de Sistematização, sendo, porém, derrotado em plenário nos momentos finais da Constituinte. Isso explica algumas das características consideradas parlamentaristas da Constituição de 1988, como as emendas parlamentares, as medidas provisórias e o chamado "presidencialismo de coalizão", em que o Presidente da República busca apoio em uma maioria parlamentar para governar.

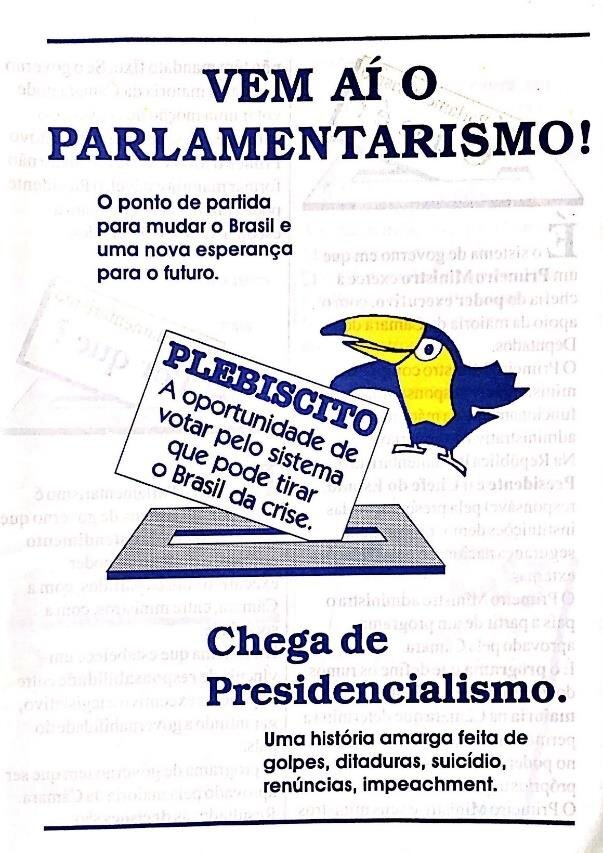
Panfleto do Partido da Social Democracia Brasileira (PSDB), líder da Frente Parlamentarista em 1993.

Embora tenha estabelecido o presidencialismo, a nova Constituição também previa um plebiscito para a escolha da forma e do sistema de governo do Brasil. Na defesa do parlamentarismo estava o Partido da Social Democracia Brasileira (PSDB), partido recém-criado e líder da "Frente Parlamentarista", composta por nomes como Fernando Henrique Cardoso, Afonso Arinos, Mário Covas e o próprio Franco Montoro, além do Partido Verde (PV), liderado por Fernando Gabeira, da maior parte do Partido Democrata Cristão (PDC), do Partido Socialista Brasileiro (PSB), do Partido Popular Socialista (PPS) e de lideranças do PMDB, como o próprio Ulysses Guimarães, do Partido dos Trabalhadores (PT), como José Genoino, e do já então extinto Partido do Povo Brasileiro (PPB). Os monarquistas também apoiavam o parlamentarismo, mas sua defesa, de fato, era pela monarquia, o que os manteve separados dos demais defensores do sistema.

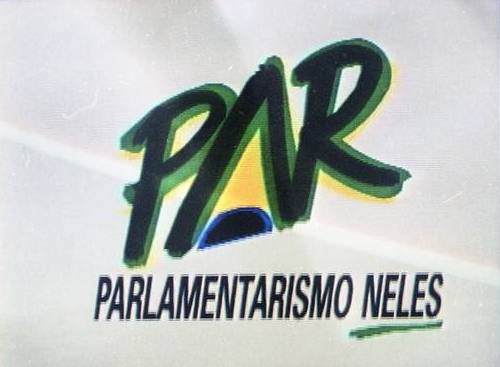
Logo televisiva da Frente Parlamentarista de 1993.

O jingle da Frente Parlamentarista, Meu Partido é a Razão, de autoria do publicitário Duda Mendonça, tinha um tom didático e um ritmo intenso, apresentando as mudanças que o país teria com a adoção do novo sistema de governo. Segundo a peça de campanha:
Quero essa força que não cansa
Resgatar a esperança
Pra mudar esse país
Quero trabalhar, andar pra frente
Num futuro diferente
Ver meu povo mais feliz
Por isso eu quero PAR de parceria
PAR de participação
Quero Parlamentarismo
Meu partido é a razão

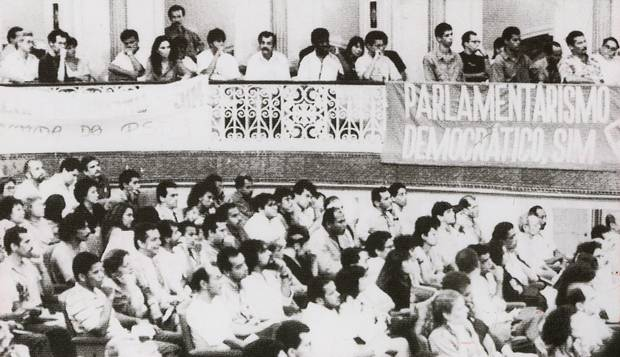
Ato da Frente Parlamentarista no Rio de Janeiro em 1993.

Segundo a Folha de S.Paulo, em 1987 o parlamentarismo tinha 43% de preferência em 11 capitais brasileiras, principalmente no Sul do país, mas também em São Paulo, Belo Horizonte, Salvador e Goiânia. Contudo, o Plebiscito de 1993, presidido por Paulo Brossard, antigo parlamentarista vinculado ao PMDB e então ministro do Supremo Tribunal Federal (STF), deu vitória ao presidencialismo, ficando o parlamentarismo com quase 25% dos votos.
| Presidencialismo | 36.685.630                       | 55,67%                           |
| Parlamentarismo  | 16.415.585                       | 24,91                            |
| Votos em branco  | 3.193.763                        | 4,85%                            |
| Votos nulos      | 9.606.163                        | 14,58%                           |
| Total            | 67.010.409                       | 100%                             |
| Abstenção        | 23.246.143 (25,7% do eleitorado) | 23.246.143 (25,7% do eleitorado) |

Apesar da derrota da Frente Parlamentarista, em 1995 passou a tramitar no Legislativo uma Proposta de Emenda à Constituição (PEC) 20/95, de autoria do então deputado Eduardo Jorge (PT), que alteraria o sistema de governo do Brasil, não havendo, porém, votação a respeito do projeto. Em 1997, o então Presidente Fernando Henrique Cardoso defendeu publicamente um plano para a implementação do parlamentarismo no Brasil, seguindo o programa de seu partido, o PSDB. Segundo o mandatário, o sistema seria adotado em seu eventual segundo mandato, de forma gradual, através do fortalecimento da burocracia e de uma reforma eleitoral, buscando dar maior consistência aos partidos. O plano, no entanto, não foi colocado em prática.
Na esquerda, apesar da oposição em geral ao sistema, o então ex-deputado Luiz Inácio Lula da Silva (PT), em entrevista à Folha de S.Paulo no ano 2000, disse que o Brasil poderia caminhar para o parlamentarismo de forma evolutiva, quando consolidasse seu partidos políticos e superasse questões referentes à desigualdade social. Em 2001, o então deputado e ex-ministro da Fazenda Ciro Gomes (PPS) defendeu a adoção do parlamentarismo na Câmara dos Deputados. Em 2005, o então senador João Batista Mota (PMDB) fez defesa semelhante no plenário do Senado Federal. Em 2007, o ex-Presidente e então senador do Partido Trabalhista Brasileiro (PTB), Fernando Collor de Mello, apresentou a PEC 31/07, propondo uma emenda constitucional para instituir o parlamentarismo no país, sendo apoiado por membros do PT de São Paulo e do PSB.

## Atualidade
Há na atual cultura política brasileira, principalmente através da imprensa, a expressão "parlamentarismo branco" para se referir às ações do Poder Legislativo que busquem "usurpar" funções do Poder Executivo. Tal crítica foi recorrente durante as gestões da Câmara dos Deputados por parte de Eduardo Cunha, Rodrigo Maia e Arthur Lira. Outro termo recorrente, principalmente após 2019, é a expressão "parlamentarismo orçamentário", em referência ao crescente poder do Congresso Nacional sobre a elaboração dos orçamentos públicos e a crescente importância das emendas parlamentares sobre as relações da Câmara dos Deputados com a Presidência da República.

José Luiz Penna (2015), líder da "Frente Parlamentar Franco Montoro em Defesa do Parlamentarismo".

Em 2013, durante o Governo Dilma Rousseff, o então senador do Partido Trabalhista Brasileiro (PTB), Fernando Collor, reiterou sua defesa à Proposta de Emenda à Constituição (PEC) 31/07 e à mudança do sistema de governo brasileiro. Em 2015, foi criada a "Frente Parlamentar Franco Montoro em Defesa do Parlamentarismo". Composta por 225 deputados, foi liderada por José Luiz Penna, então deputado federal pelo Partido Verde (PV), cujo principal objetivo era a aprovação da antiga PEC 20/95, buscando instituir o parlamentarismo no Brasil. No mesmo ano, foi criada também a "Frente Parlamentar Mista em Defesa do Presidencialismo Participativo". Liderada pelo então deputado Bonifácio de Andrada, do Partido da Social Democracia Brasileira (PSDB), e contando com 213 membros, seu objetivo era a passagem gradual do presidencialismo para o parlamentarismo, através de reformas administrativas, eleitorais e partidárias. Ambas as Frentes, no entanto, foram extintas posteriormente.
Em 2016, no contexto pós-impeachment de Dilma Rousseff, o parlamentarismo voltou a ser defendido em mais de uma ocasião como a saída para a crise política brasileira de então. No início daquele ano, sua adoção foi defendida novamente via a PEC 20/95, dessa vez pelo Partido Popular Socialista (PPS), sob a liderança do então deputado Roberto Freire. Em seguida, uma nova PEC parlamentarista passou a tramitar na Câmara dos Deputados, dessa vez proposta pelo senador Aloysio Nunes do PSDB. A nova PEC 9/2016 previa a instituição do parlamentarismo, juntamente com o sistema eleitoral distrital e majoritário. No mesmo sentido, surgiu a PEC 245/16, proposta pelo Progressistas (PP) sob a liderança do então deputado Beto Rosado. O então presidente do Congresso Nacional, o senador Renan Calheiros do Partido do Movimento Democrático Brasileiro (PMDB), também defendeu a tese, enviando parecer ao Supremo Tribunal Federal (STF) no qual defendia a discussão da PEC 20/95 e a ideia de que o Plebiscito de 1993 não transformava o presidencialismo em cláusula pétrea da República.
Em 2017, o parlamentarismo voltou ao centro das discussões públicas, quando o então presidente do PSDB, Tasso Jereissati, defendeu que se adotasse o sistema de governo a partir de 2023. Segundo o líder partidário, o caminho para a mudança de sistema seria gradual, com a adoção do voto distrital misto e o fim das coligações partidárias a partir de 2018. Porém, seu partido não chegou a um acordo sobre a necessidade ou não de um novo plebiscito para implementar a reforma, o que fez com que a discussão não avançasse. Na ocasião, o sistema também foi defendido pelo ex-presidente Michel Temer (MDB), pelo então senador José Serra (PSDB) e pela ala esquerda de seu partido, o grupo "PSDB Esquerda Pra Valer (EPV)". No mesmo ano, a Frente Parlamentar "Franco Montoro" em Defesa do Parlamentarismo realizou um amplo debate a respeito do tema na Assembleia Legislativa do Estado de São Paulo, sob a coordenação do então deputado Davi Zaia (PPS) e com a presença de José Serra (PSDB), de Eduardo Jorge (PV), então ex-deputado e autor da PEC 20/95, além de membros do Partido Social Democrático (PSD) e do intelectual Ney Prado, então presidente da Academia Internacional de Direito e Economia e um dos constituintes de 1987. Pouco depois, foi divulgada uma pesquisa online do Instituto Paraná Pesquisas a respeito do tema, em que 39,4% dos votantes aprovavam o parlamentarismo no Brasil.
Em 2018, o parecer enviado ao STF em 2016 pelo então senador Renan Calheiros (MDB) voltou à discussão, em razão de seu arquivamento pelo então ministro do STF Alexandre de Moraes. No ano seguinte, duas novas Propostas de Emenda à Constituição (PEC) parlamentaristas foram apresentadas: a PEC 217/2019, de autoria do então senador José Serra (PSDB), e a PEC 178/2019, do então deputado Giovani Cherini, do Partido Liberal (PL). Em 2020, o então ministro do STF, Gilmar Mendes, em conferência ao VII Congresso Brasileiro de Direito Eleitoral (CBDE), defendeu a instituição do parlamentarismo no Brasil, considerando que o "presidencialismo de coalizão" da Nova República apresentava profundos sinais de exaustão.
No contexto das eleições de 2022, o Partido Socialista Brasileiro (PSB) oficializou a defesa do sistema parlamentarista em seu novo programa partidário. Em 2023, a então senadora Damares Alves (Republicanos) pediu que a PEC 31/07, proposta pelo então senador Fernando Collor (PTB), fosse colocada em discussão, sendo seguida por maioria significativa do PL e do PP. A iniciativa, porém, não seguiu em frente. No final daquele ano, Flávio Dino, então ministro do STF, afirmou em entrevista que o Brasil pode ter que voltar a discutir a adoção do parlamentarismo após o término do Governo Lula, em razão do protagonismo crescente do Legislativo nos últimos anos, o que o ministro classificou como "parlamentarização da política".
Em abril de 2024, o governador do estado do Rio Grande do Sul, Eduardo Leite (PSDB), em entrevista a um canal local, defendeu a adoção do parlamentarismo no Brasil, mas a longo prazo e mediante reformas políticas profundas, como a instituição do voto distrital misto, por exemplo. Em junho do mesmo ano, o governador do estado de Goiás, Ronaldo Caiado, do União Brasil (UNIÃO), criticou o crescente protagonismo do Legislativo, afirmando que "precisamos saber o que somos. Somos presidencialistas? Então, que sejam as regras do presidencialismo impostas no país. Somos parlamentaristas? Então, vamos mudar o regime no país". Críticas semelhantes foram feitas por Tarcísio de Freitas (Republicanos), governador do estado de São Paulo, além de nomes do  Partido dos Trabalhadores (PT), como o ministro da Fazenda Fernando Haddad. Em julho, o ex-Presidente José Sarney, em artigo publicado pelo jornal Metrópoles, defendeu o parlamentarismo contra o "presidencialismo de coalizão" vigente, fazendo referências à vida e à obra de Raul Pilla, autor da emenda parlamentarista de 1961. Nos meses seguintes, periódicos como o jornal Correio Braziliense e a Revista Crusoé também publicaram artigos em defesa do sistema parlamentarista como uma solução para a crise de representatividade do atual regime e como um mecanismo para reequilibrar os poderes da República. Em dezembro, foi a vez do deputado Luiz Philippe de Orléans e Bragança (PL) defender o retorno do sistema como parte de uma reforma política intitulada "Plano Brasil". No mesmo mês, foi homologado pelo STF o pedido de desistência do deputado Arlindo Chinaglia Júnior (PT) em relação a um antigo Mandado de Segurança (MS) que visava à discussão da PEC 20/95, de autoria do ex-deputado Eduardo Jorge (PT), que buscava instituir o parlamentarismo no Brasil, sendo a PEC novamente arquivada.
Em fevereiro de 2025, o novo presidente da Câmara dos Deputados, o deputado Hugo Motta (Republicanos), defendeu que o debate a respeito da adoção do parlamentarismo no Brasil deve acontecer, citando os vários exemplos europeus existentes. Porém, segundo o parlamentar, tal debate deveria ocorrer a longo prazo, esclarecendo a população a respeito do assunto e prezando pela responsabilidade dos poderes. A fala gerou repercussões na Câmara, levando o deputado Luiz Carlos Hauly do Podemos (PODE) a protocolar uma PEC visando à adoção do semipresidencialismo no Brasil. No mesmo período, o ex-presidenciável pelo Partido Novo (NOVO), o cientista político Felipe d'Avila, argumentou que o Brasil já caminha para um regime parlamentarista de fato, defendendo a mudança efetiva do sistema político. Em seguida, José Múcio, membro do Partido Renovação Democrática (PRD) e ministro da Defesa do Governo Lula III, defendeu que o parlamentarismo seria "uma boa experiência para o Brasil".
Em junho de 2025, o Presidente da República, Luiz Inácio Lula da Silva (PT), em viagem a Paris, defendeu a democracia e criticou o parlamentarismo, afirmando que, no regime, "jamais seria escolhido primeiro-ministro". Em 01 de julho, Jaques Wagner (PT), líder do governo no Senado, defendeu a retomada da discussão em torno de um plebiscito a respeito da forma de governo, argumentando que o Brasil vive um "sistema híbrido": "Não sou contra que se tenha poder no Congresso, mas esse é outro sistema, não é o presidencialismo", declarou o senador.